# Halysidota meridensis
Halysidota meridensis là một loài bướm đêm thuộc phân họ Arctiinae, họ Erebidae.